# Ali Krasniqi
Ali Krasniqi lub Alija Krasnići (ur. 1952 w Crkvenej Vodicy, zm. 3 grudnia 2024) – jugosłowiański i kosowski pisarz oraz działacz społeczny narodowości romskiej. Jako pierwszy napisał dramat w języku romskim.
Jego utwory były tłumaczone na języki m.in. albański, macedoński, włoski, arabski, turecki, angielski, serbski, francuski, niemiecki i bułgarski.

## Życiorys
Gdy Ali miał 15 lat, zmarła jego matka, natomiast ojciec zmarł w 1963 roku; został następnie wychowywany przez ciotkę. Na początku lat 70. odbywał obowiązkowej służbę wojskową w Jugosłowiańskiej Armii Ludowej w miejscowości Klana, w tym czasie rozpoczął działalność artystyczną.
Po ukończeniu studiów prawniczych w Obiliciu zaangażował się w działalność życia kulturalnego kosowskich Romów. Zaangażował się także w działalność polityczną, wycofał się z niej w trakcie wojny w Kosowie; wraz z rodziną przeniósł się do Kragujevaca, następnie do Suboticy.
W 1975 roku zaczął opracowywać słownik serbsko-romski, którego pierwsze wydanie ukazało się dopiero w 2014 roku; pozycja zawiera około 70 tys. słów.

## Utwory[5][8][7]
- Antologija romske poezije-kosovo[3]
- Dinipe godji
- Čergarendje Jaga (1981)[3]
- Iaripe ano djuvdipe (1986)
- Zvezdani snovi (1989)
- Prekal efta plajina (1995)
- Rromane kanrralje droma (1995)
- Rromani kalji paramići / Romska crna bajka (1995)
- Ljimora munrre ljimorenđe (1997)
- Rat Rromano (1997)
- Đilja parvarde sunenca (2000)
- Elvira (2000)
- Jasenovac: antologija pesama o Jasenovcu / Jasenovac: antologija e điljenđi katar o Jasenovac (2000)
- Rromani mahlava (2000)
- DEVL!A, ker man kir: rromane paramìća andar-e Kòsova ta e Metohìa (2001)
- Đuvdimase bibahhtaljimate (2002)
- Ane mamijaći angalji (2004)
- Đilja amare dukhenđe (2004)
- E ćehrajin pe palma (2004)
- Kaj garadol o suno? (2004)
- Kamljipe thaj dukhajpe (2004)
- Kasko si o kham? (2004)
- Ma rov dejone, munrrije (2004)
- Papo, mamije, kako, bibije (2004)
- Rromani arrmaj (2004)
- So vaćaren e đuvdinutna? (2004)
- Vurma palje vurma (2004)
- E bahh paćardi ćorrimasa (2005)
- Korkorripe hamime čerćimasa (2006)

### Dramaty[3]
- Rromano ratvalo abav (1978)
- Carra me, carra tu… (1974)

## Życie prywatne
Ma jedną córkę.